# Brianna Vidé
Brianna Vidé (née le 28 septembre 1999 à Toulouse) est une escrimeuse handisport française.
Elle est notamment médaillée de bronze aux championnats du monde junior en 2019, a reçu sept médailles à la coupe du monde 2023 et est vice-championne d'Europe par équipe à l'épée en 2024. Elle a participé aux Jeux paralympiques d'été de 2024.